# オーガスタス・ジョン
オーガスタス・エドウィン・ジョン（英: Augustus Edwin John RA、1878年1月4日 - 1961年10月31日）は、イギリスの画家である。

## 略歴
ウェールズのテンビーに、法律家の息子に生まれた。幼い頃から美術の才能を示し11歳で地元の美術学校で学んだ。17歳になった1895年にロンドンに出て、姉のグウェン・ジョンとともに、 スレード美術学校に入学し、フレデリック・ブラウンやヘンリー・トンクスに学んだ。同じ頃、ウィリアム・オーペンも美術学校で学んでいた。1898年に海外留学の奨学金を得て、パリのアカデミー・コラロッシで学んだ。パリでは晩年のピエール・ピュヴィス・ド・シャヴァンヌの影響を受け、モンマルトルの画家たちとも付き合った。
イギリスに戻り、スレード美術学校の学生で、動物画家、ネトルシップ（John Trivett Nettleship）の娘、アイダ(Ida Nettleship）と結婚し、リヴァプール大学での教職についた。リヴァプール大学の民俗学の教授を通じてロマ（ジプシー）の生活習慣などを知り、自らもロマ流の生活を実践した。リヴァプール大学では1904年まで働いた。その後、ウィリアム・オーペンと共同でスタジオを開いたりした。
第一次世界大戦が始まるとフランスで公式戦争画家となり、前線のカナダやイギリスの兵士を描いた。第一次世界大戦後はイギリス最高の肖像画家として評価されるようになり、女性チェロ奏者のギレルミナ・スッジアの肖像画や、「アラビアのロレンス」ことトーマス・エドワード・ロレンスの肖像画がよく知られている。
1942年にメリット勲章を受勲した。